# Henryk Sławik

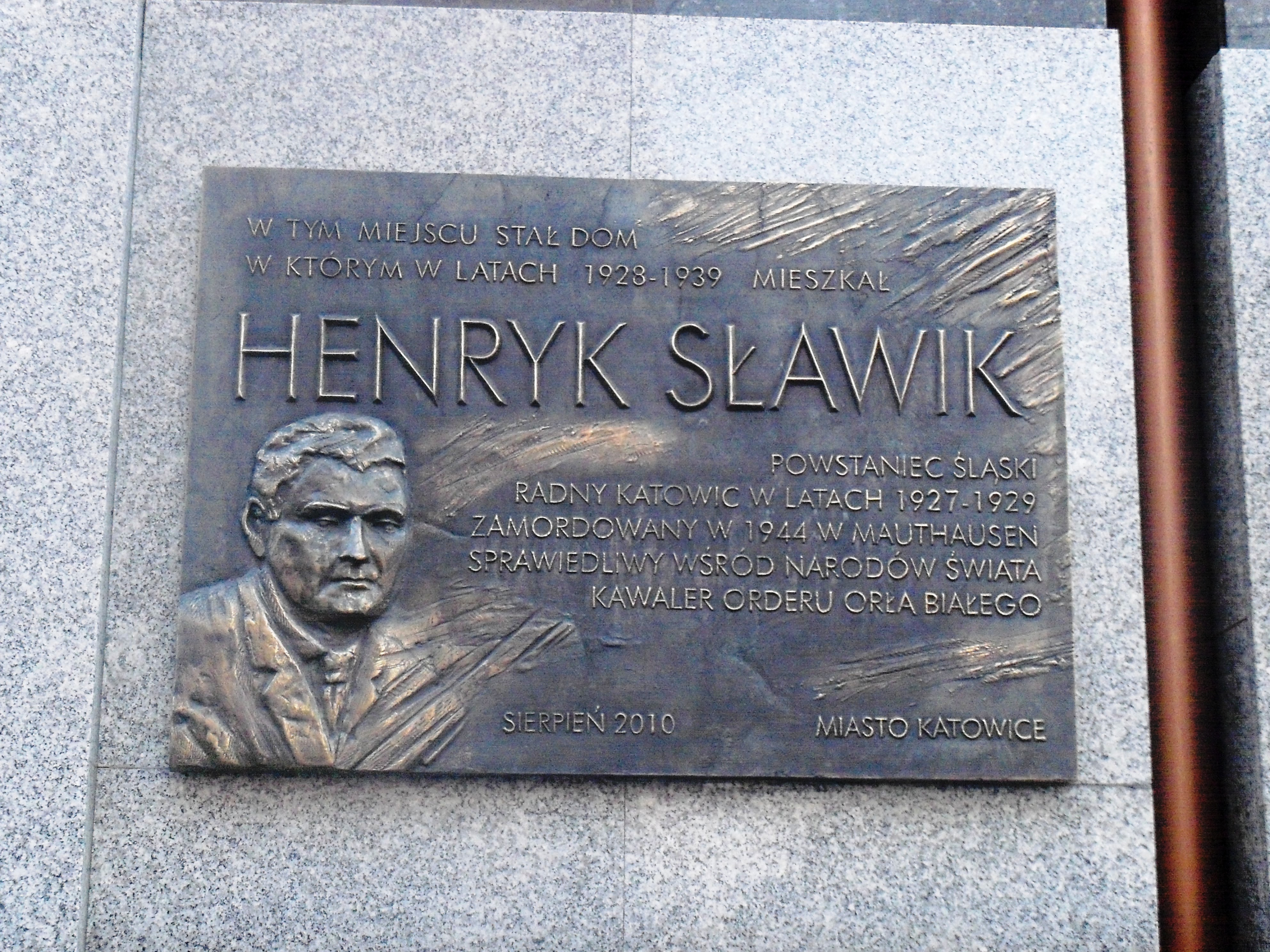
Placa d'honor a Henryk Sławik, situada a Katowice

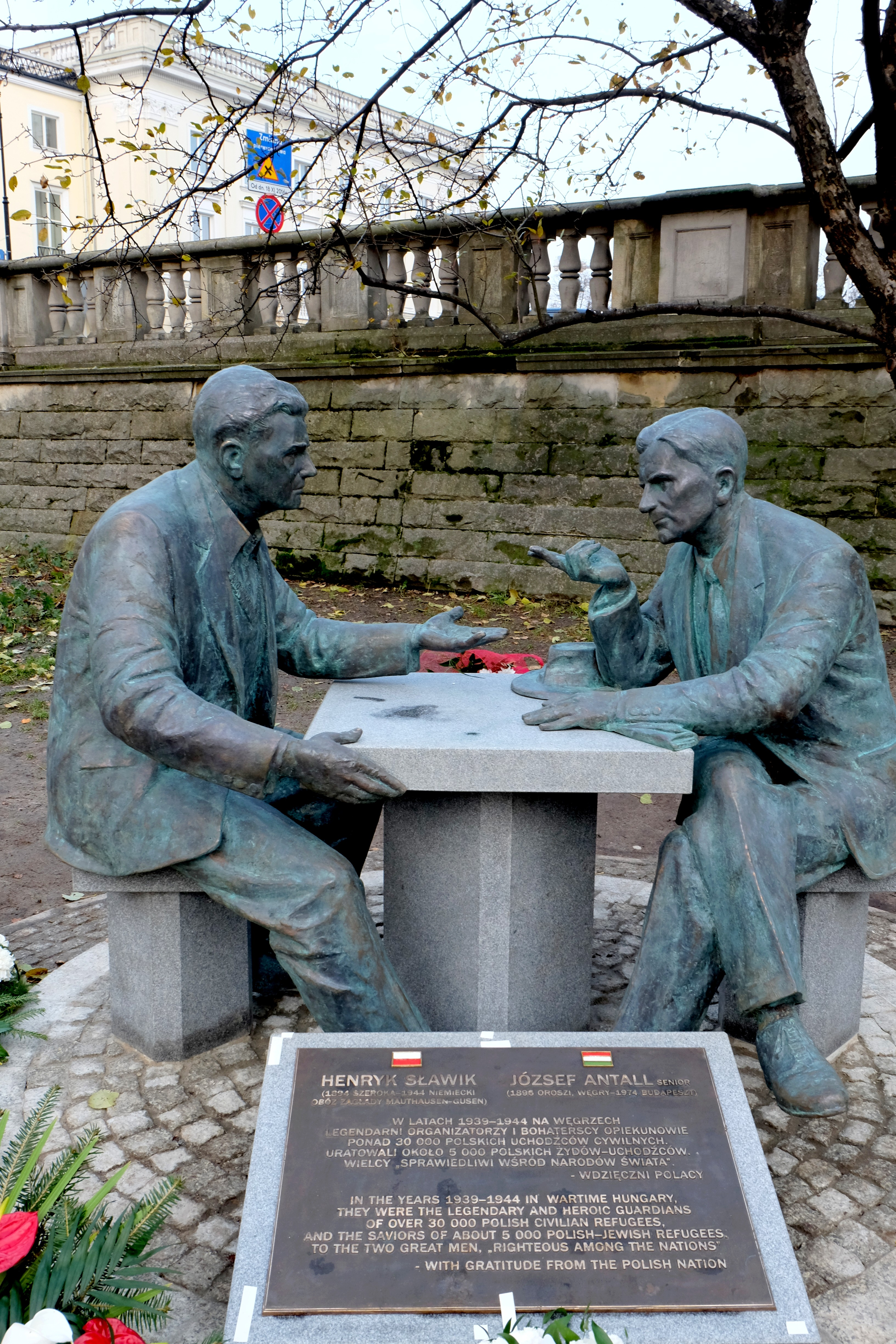
Monument de Henryk Sławik i József Antall (pare) a Varsòvia.

Henryk Sławik (Timmendorf, Imperi Alemany, 16 de juliol de 1894 - camp de concentració de Gusen, 23 d'agost de 1944) va ser un polític, activista social i diplomàtic polonès. Durant la Segona Guerra Mundial va salvar la vida de 30.000 refugiats polonesos a Budapest, incloent 5.000 jueus, donant-los passaports falsos polonesos amb la designació que eren catòlics. El 23 d'agost de 1944 va ser executat al camp de concentració de Gusen amb diversos dels seus compatriotes per ordre del Reichsführer-SS Heinrich Himmler.

## Trajectòria
Sławik va néixer el 16 de juliol de 1894 a la ciutat alemanya de Timmendorf (ara Szeroka, part de Jastrzębie Zdrój, Polònia), en el bressol d'una empobrida família silesiana de 5 fills. Va ser enviat per la seva mare a un Gymnasium (escola internada de secundària). Després de graduar-se, va deixar la seva ciutat natal i va anar a Pszczyna, on va ser reclutat per l'exèrcit durant la Primera Guerra Mundial. L'any 1918, llicenciat, es va unir al Partit Socialista Polonès, a l'Alta Silèsia, i va anar a Varsòvia a rebre una formació addicional. Va participar activament en el Plebiscit de l'Alta Silèsia, essent-ne un dels seus organitzadors, i va començar a treballar de periodista a la Gazeta Robotnicza. Un any després, es va convertir en l'editor en cap del periòdic.
L'any 1922 va ser triat president de la secció regional de l'associació juvenil d'obrers Siła i va participar en la creació d'universitats per a la classe obrera. El 1928 es va casar amb una varsoviana anomenada Jadwiga Purzycka i, el 1929, va ser escollit regidor de l'Ajuntament de Katowice, representant els socialistes. Va ser un feroç opositor al moviment polític Sanacja. Entre 1934 i 1939 va ser el president de l'Associació de Periodistes Polonesos de Silèsia i Zagłębie (Syndykat Dziennikarzy Polskich Śląska i Zagłębia).

### Segona Guerra Mundial
El 1939, després de la invasió alemanya de Polònia, es va unir al batalló de policies mobilitzats que estava adherit a l'Exèrcit de Cracòvia i va combatre amb distinció durant el replegament al nord dels Carpats. El seu batalló es va fusionar amb la 2a Brigada de Muntanya, amb el qual van defensar passos muntanyencs que conduïen cap a Eslovàquia. El 15 de setembre, la brigada va rebre l'ordre de retrocedir, novament, cap a la frontera amb Hongria. El 17 de setembre, després que la Unió Soviètica entrés en guerra contra Polònia, va travessar la frontera i va ser capturat i internat en un camp com a presoner de guerra. A Silèsia, el seu nom va aparèixer a la llista alemanya nazi dels «enemics de l'Estat» (Sonderfahndungsbuch Polen).
József Antall (pare), un membre del Ministeri d'Assumptes Interns d'Hongria, responsable dels refugiats civils i pare del futur primer ministre József Antall (fill), el va reconèixer com a presoner de guerra prop de Miskolc. Gràcies al seu coneixement fluït d'alemany, va fer enviar Sławik a Budapest i va permetre la creació del Comitè Ciutadà d'Ajuda a Refugiats Polonesos (Komitet Obywatelski ds. Opieki nad Polskimi Uchodźcami). Juntament amb József Antall (pare) va organitzar treballs per a presoners de guerra i desplaçats, escoles i orfenats. També va formar una organització clandestina el propòsit de la qual era ajudar els polonesos exiliats a sortir dels camps de presoners per tal que viatgessin a França o a l'Orient Mitjà i s'unissin a l'exèrcit polonès. El seu contacte va ser el tinent i intèrpret polonès-hongarès Ernest Niżunłowski. Sławik també va ser delegat del Govern polonès a l'exili.

### La Polònia de Wallenberg
Després que el govern hongarès emetés decrets racials i separés els refugiats polonesos d'ascendència jueva dels seus compatriotes, Sławik, juntament amb Antall, la comtessa Erzsébet Szapáry i el cap de la Creu Roja polonesa a Hongria, Jan Kołłątaj-Srzednicki, va començar a emetre documents falsos que confirmessin les arrels poloneses i la fe catòlica d'aquests presoners. Aquesta activitat es va veure beneficiada per l'arribada de diversos centenars de jueus polonesos al territori controlat pels partisans iugoslaus. Una de les seves iniciatives va ser la creació de l'Escola per a Nens d'Oficials Polonesos, un orfenat per a nens jueus a Vác. Per a ajudar a encobrir la veritable naturalesa de l'orfenat, els nens van ser visitats per autoritats de l'Església catòlica, sent el nunci Angelo Rotta, un dels seus representants més destacats.
El març de 1944, després que els nazis prenguessin Hongria, Sławik va passar a la clandestinitat i va ordenar que molts dels refugiats que estaven sota la seva cura abandonessin el país. Després d'haver nomenat un nou oficial al comandament del camp per a jueus polonesos, tots van ser capaços de fugir i abandonar Hongria. Els nens jueus de l'orfenat de Vác també van poder ser evacuats. No obstant, el 19 de març de 1944, va ser arrestat pels nazis. Malgrat haver estat brutalment torturat, no va delatar els seus còmplices hongaresos. Va ser enviat al camp de concentració de Gusen, on va ser penjat el 23 d'agost de 1944 al costat de diversos dels seus seguidors. La seva esposa va sobreviure al captiveri al camp de concentració de Ravensbrück i, després de la guerra, va trobar la seva filla, que havia estat amagada per la família Antall a Hongria. El lloc on Sławik va ser sepultat encara es desconeix.
S'estima que Sławik va ajudar uns 30.000 refugiats polonesos a Hongria, dels quals aproximadament 5.000 eren jueus. A partir de 1948, les autoritats comunistes poloneses i hongareses van commemorar les seves accions i van assenyalar la seva importància per a la humanitat. Segons Maria Zawadzka, membre integrant del Museu de la Història dels Jueus Polonesos, Sławik va rebre el 26 de gener de 1977 el títol pòstum de Justos entre les Nacions gràcies a la institució Iad va-Xem, però no es va aconseguir l'ampli reconeixement actual fins que Zvi Henryk Zimmerman, el seu company en temps de guerra i distingit polític israelià, popularitzés els seus esforços i obres durant la dècada del 1990.